# Lakkadoddi, Mulbagal
Lakkadoddi là một làng thuộc tehsil Mulbagal, huyện Kolar, bang Karnataka, Ấn Độ.